# Le Roy (miasto w stanie Nowy Jork)
Le Roy – miasto w Stanach Zjednoczonych, w stanie Nowy Jork, w hrabstwie Genesee.